# Xenon-111
Xenon-111 of 111Xe is een onstabiele radioactieve isotoop van xenon, een edelgas. De isotoop komt van nature niet op Aarde voor. Xenon-111 is de op een na lichtste isotoop van het element.
Xenon-111 ontstaat onder meer door radioactief verval van cesium-112.

## Radioactief verval
Xenon-111 bezit een zeer korte halveringstijd: 740 milliseconden. Het grootste gedeelte (90%) vervalt door β+-verval naar de radio-isotoop jodium-111:
{\displaystyle {\ce {{^{111}_{54}Xe}->{^{111}_{53}I}+{e^{+}}+{\nu }_{e}}}}
De vervalenergie hiervan bedraagt 9,528 MeV. 
Het andere gedeelte (10%) vervalt door uitzending van alfastraling naar de radio-isotoop telluur-107:
{\displaystyle {\ce {{^{111}_{54}Xe}->{^{107}_{52}Te}+\,_{2}^{4}\alpha }}}
De vervalenergie bedraagt 3,7189 MeV.
109Xe · 110Xe · 111Xe · 112Xe · 113Xe · 114Xe · 115Xe · 116Xe · 117Xe · 118Xe · 119Xe · 120Xe · 121Xe · 122Xe · 123Xe · 123mXe · 124Xe · 125Xe · 125m1Xe · 125m2Xe · 126Xe · 127Xe · 127mXe · 128Xe · 129Xe · 129mXe · 130Xe · 131Xe · 131mXe · 132Xe · 132mXe · 133Xe · 133mXe · 134Xe · 134m1Xe · 134m2Xe · 135Xe · 135mXe · 136Xe · 136mXe · 137Xe · 138Xe · 139Xe · 140Xe · 141Xe · 142Xe · 143Xe · 144Xe · 145Xe · 146Xe · 147Xe · 148Xe